# OpTecBB
Der Optec-Berlin-Brandenburg e. V. (OpTecBB) ist das Kompetenznetz für Optische Technologien in den Ländern Berlin und Brandenburg. OpTecBB wurde am 14. September 2000 von Unternehmen, Forschungseinrichtungen, Universitäten und Verbänden mit Unterstützung der zuständigen Landesministerien Brandenburgs und des Senats von Berlin gegründet. OpTecBB ist im Vereinsregister beim Amtsgerichts Berlin-Charlottenburg unter der Registernummer VR 20515 B vom 24. Januar 2001 eingetragen. OpTecBB ist Teil des Strategieprozesses, der mit der Erarbeitung der „Deutschen Agenda Optische Technologien für das 21. Jahrhundert“ begonnen wurde und die Bildung der Kompetenznetze für Optische Technologien als ein wichtiges Element enthielt.

## Hauptaktivitäten
OpTecBB und seine Mitglieder haben u. a. folgende Ziele:
- das in der Region vorhandene Potenzial im Bereich Optischer Technologien zu bündeln und zu vernetzen
- den Wissens- und Technologietransfer von der Forschung zu den Unternehmen zu fördern
- FuE-Projekte zu initiieren und Kooperationen einzugehen
- eine Plattform für Information und Kommunikation zu bilden
- gemeinsame Marketingaktivitäten und Messeauftritte zu organisieren, um für die Unternehmen und die Region zu werben
- die Optischen Technologien gegenüber der Politik und Verbänden zu vertreten
- die Landesregierungen und Wirtschaftsfördereinrichtungen zu informieren und zu beraten

## Technologische Schwerpunkte
Gegenwärtig hat OpTecBB folgende Schwerpunkte, die auch die Kompetenzen und somit das spezifische Profil von Berlin und Brandenburg in der Wissenschafts- und Industrielandschaft Deutschlands beschreiben:
- Aus- und Weiterbildung, Working in Photonics
- UV- und Röntgentechnologien
- biomedizinische Optik, Ophthalmologie
- innovative Augenoptik
- Lasertechnik
- Lichttechnik
- Multisensorik, Visualisierung und Signalverarbeitung
- optische Prozessmesstechnik
- Photonik für Kommunikation und Sensorik
- Terahertz-Technologie

Die fachliche Arbeit von OpTecBB orientiert sich an den spezifischen Kompetenzen, Stärken und Erfordernissen der Region.

## Highlights

### Neues Projekt des Zukunftsfonds Berlin: 100 Megabit pro Sekunde für 100 Millionen Nutzer
Seit dem Jahr 2005 werden die Forderungen nach höheren Datenraten glasfaserbasierter Nachrichtenübertragungssysteme von bis zu 100 Gigabit pro Sekunde und pro Kanal diskutiert und Standardisierungsvorhaben dazu vorangetrieben.
Vor diesem Hintergrund wurde das neue Forschungsprojekt 100 × 100 Optics ins Leben gerufen.
An diesem Projekt sind neben der TU Berlin (Institut für Festkörperphysik) und dem Fraunhofer-Institut für Nachrichtentechnik (Heinrich-Hertz-Institut) auch ein mittelständisches Unternehmen (U2T Photonics AG) beteiligt. Ein effizienter Know-how-Transfer in innovative Produkte wird so gewährleistet.

### Potsdamer Zentrum für Innovationskompetenz „innoFSPEC“
Die Initiative aus Brandenburg setzte sich im BMBF-Programm „Zentrum für Innovationskompetenz“ durch. Das Zentrum für faseroptische Spektroskopie und Sensorik (innoFSPEC Potsdam) erhält eine fünfjährige Förderung des Bundes.
Die Initiatoren Martin Roth, Leibniz-Institut für Astrophysik Potsdam (AIP) und Hans-Gerd Löhmannsröben, Universität Potsdam, haben zwei Nachwuchsforschungsgruppen für international wettbewerbsfähige Spitzenforschung im Bereich von Optik und Photonik aufgestellt.
Zum ersten Mal arbeiten das AIP, die Universität Potsdam, OpTecBB und mittelständische Unternehmen der Region gemeinsam an einem Projekt, das Wissenschaft und Wirtschaft verbindet.